# Молуккский орёл
Молуккский орёл (лат. Aquila gurneyi) — крупная птица семейства ястребиных. Видовое латинское название дано в честь английского орнитолога Джона Генри Герни (1819—1890).
Имеет умеренно небольшую популяцию, которая сокращается из-за потери среды обитания.
Длина тела от 74 до 85 см, из них почти половина приходится хвост, размах крыльев 170—190 см, самки массой 3060 г.
Страны проживания: Индонезия, Папуа — Новая Гвинея. Обитает в различных типах лесов. Предпочитает нетронутые леса до высоты 1500 метров над уровнем моря.
Солитарный вид. Полёт обычный для рода: сильный и тяжёлый.